# 申諾伯

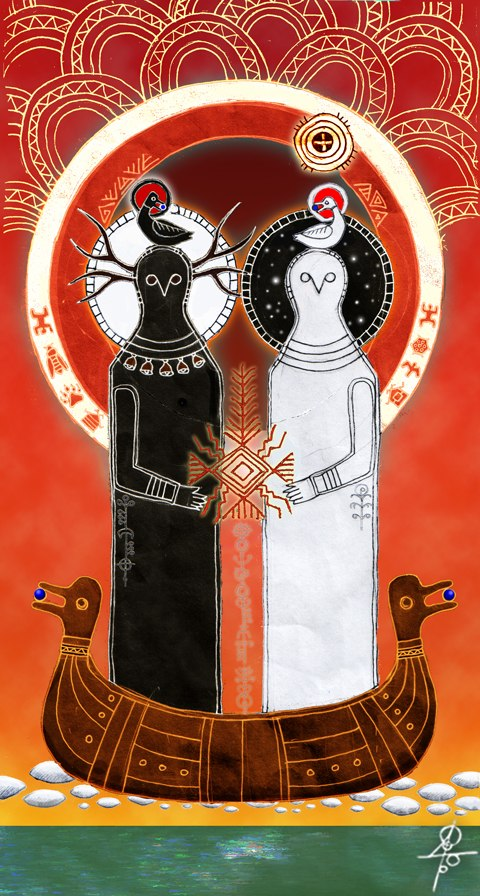
拜勒伯和申諾伯

申諾伯（Чернобог）是斯拉夫神話的黑暗之神、惡神，意思是「黑色的神」。和善神拜勒伯相對。

## 概要
在斯拉夫創世神話中，申諾伯和拜勒伯共同創造宇宙，後來起爭執而陷入永恆的對抗。每年夜晚變長、白晝變短的季節，就是祂威力最強大的時候。

## 脚注
1. ↑  菲利浦．威金森，神話與傳說：圖解古文明的祕密，台北：時報出版，2010。